# Shaun Woodward
Shaun Anthony Woodward, né le 26 octobre 1958 à Bristol, est un homme politique britannique, député au Parlement du Royaume-Uni.
Il fait ses débuts au sein du Parti conservateur et est élu député pour la circonscription de Witney. Il rejoint le Parti travailliste en 1999 et occupe le poste de secrétaire d'État pour l'Irlande du Nord entre 2007 et 2010 et est ensuite député pour la circonscription de St Helens South et Whiston.